# Nichols Ridge
Nichols Ridge ist ein Gebirgskamm im ostantarktischen Viktorialand. In der östlichen Asgard Range ragt er zwischen dem Denton-Gletscher und dem Decker-Gletscher von den Höhen nördlich des Mount Newall bis zur Mündung des Unteren Wright-Gletschers am östlichen Ende des Wright Valley auf.
Das Advisory Committee on Antarctic Names benannte ihn 1997 nach Robert Leslie Nichols (1904–1995), der zu den ersten US-amerikanischen Geologen gehörte, die ab 1958 das Wright Valley erkundeten.